# Melayro Bogarde
Melayro Chakewno Jalaino Bogarde, más conocido como Melayro Bogarde, (Rotterdam, 28 de mayo de 2002) es un futbolista neerlandés que juega de defensa en el LASK de la Bundesliga.

## Trayectoria
Bogarde comenzó su carrera deportiva en el TSG 1899 Hoffenheim de la Bundesliga alemana, debutando en la competición el 30 de mayo de 2020, en un partido frente al Mainz 05.

## Selección nacional
Bogarde fue internacional sub-15, sub-16 y sub-17 con la selección de fútbol de Países Bajos, y en la actualidad es internacional sub-18.
En 2019 disputó el Campeonato Europeo Sub-17 de la UEFA 2019, donde la selección neerlandesa levantó el título, tras imponerse a Italia en la final. Bogarde fue incluido, además, en el equipo ideal del torneo. Gracias a esta victoria logró, junto con su selección, participar en la Copa Mundial de Fútbol Sub-17 de 2019.

## Clubes
| Club                     | País         | Año       |
| ------------------------ | ------------ | --------- |
| TSG 1899 Hoffenheim      | Alemania     | 2020-2023 |
| F. C. Groningen (cedido) | Países Bajos | 2022      |
| PEC Zwolle (cedido)      | Países Bajos | 2022-2023 |
| TSG 1899 Hoffenheim II   | Alemania     | 2023-2024 |
| LASK                     | Austria      | 2024-     |

## Palmarés

### Títulos internacionales
| Título         | Club (*)                         | Sede    | Año  |
| -------------- | -------------------------------- | ------- | ---- |
| Europeo sub-17 | Selección sub-17 de Países Bajos | Irlanda | 2019 |

(*) Incluyendo la selección.